# Anoura fistulata
Anoura fistulata és una espècie de ratpenat de la família dels fil·lostòmids. És endèmic de l'Equador. Fou descrit l'any 2005.

## Alimentació
S'alimenta fonamentalment de nèctar i pol·len de diverses plantes, i complementa la seva dieta amb insectes. L'extraordinària longitud de la seva llengua podria haver coevolucionat amb les llargues flors que pol·linitza, en especial amb Centropogon nigricans.

## Distribució
El seu àmbit de distribució es restringeix als Andes equatorians i habita selves nebuloses montanes a una altitud de 1.300-1.890 m als vessants orientals i del 2.000-2.275 m als occidentals.